# 백토기
《백토기》(중국어: 白兎記)는 원나라 말기에 성립된 것으로 추정되는 작자미상의 남희(南戱) 작품이다. 

## 소개
《백토기》(白兎記)는 당말 오대 시기 유지원(劉知遠)을 주인공으로 하여 그의 개인사를 다룬 남희(南戱) 작품이다. 당이 망하고 분열 시기로 접어들어 후량, 후당, 후진, 후한, 후주의 다섯 나라가 이어지는 시기를 오대 시기(907∼960)라 하는데, 그중 후한(後漢)을 세운 것이 바로 유지원이다. 작품 속 유지원은 영웅의 면모를 보이며 그로 인해 높은 지위에 오르고 사회적인 성공을 이루지만, 아내를 버리고 떠나 16년 동안 돌아보지 않았던 인물이다. 남희는 민간에서 발생한 것이니 만큼 서민들이 좋아하던 소재를 중심으로 발전했는데, 그중 대표적인 소재가 의리를 저버린 남자 이야기였다. 당대 과거 제도의 정착으로 많은 선비들이 과거에 매달리고, 급제 후 보장된 미래를 위해 기성 권력과 결탁하면서 혼인을 하게 되는 일이 종종 있었는데 이로 인한 피해는 시골에서 부모님을 봉양하는 조강지처가 당하기 마련이었다. 천 년이 지난 지금에도 낯설지 않은 이러한 소재는 당시에도 서민들의 애환을 대변해 주는 이야기로 사랑받았다.
이후 향유층과 시대의 요구에 의해 작품이 개작되면서 주인공 유지원이 의리남으로 변모하기도 하고, 작품의 제목으로 삼을 만큼 극에서 중요한 역할을 하는 백토(흰 토끼)가 사라지기도 한다. 이 책은 이러한 다양한 판본 가운데 이른 시기의 판본을 잇는 완성본이자 가장 널리 읽힌 최대 유통본이라 할 수 있는 급고각본을 저본으로 삼아 번역한 것이다. 전체 33단락 중 시작 단락과 전체의 맥을 이해하는 데 가장 중요하다고 생각되는 일곱 단락을 골라 옮겼다. 이 단락들은 실제로 중국에서 가장 많이 공연되는 단락들이다. 대체로 편폭이 긴 중국의 전통극들은 전작을 한꺼번에 공연하는 전본희(全本戱) 방식으로 무대에 올리기도 하지만, 볼 만한 단락을 골라 공연하는 절자희(折子戱) 공연 방식이 더 일반적이다..
- 오수경 역, 2009년, 지식을만드는지식 ISBN 978-89-6228-394-5